# Občina Luče
Občina Luče je jednou z 212 občin ve Slovinsku. Nachází se v Savinjském regionu na území historického Dolního Štýrska. Občinu tvoří 7 sídel, její rozloha je 109,5 km² a k 1. lednu 2017 zde žilo 1 490 obyvatel. Správním střediskem občiny je vesnice Luče.

## Geografie
Střední část občiny leží v horní části hlubokého údolí řeky Savinji. V údolí je nadmořská výška zhruba od 465 m na východě až po 580 m na západě. Z údolí směrem na jihozápad vystupuje krajina do kopců a hor Kamnicko-Savinjských Alp, kde nadmořská výška přesahuje i 2 000 m. Nejvyšším bodem je Veliki vrh (2 110 m).

## Členění občiny
Občina se dělí na sedm sídel. V závorkách je uveden počet obyvatel v roce 2016: Konjski Vrh (126), Krnica (252), Luče (404), Podveža (137), Podvolovljek (226), Raduha (227), Strmec (123).

## Sousední občiny
Sousedními občinami jsou Črna na Koroškem na severu, Ljubno na východě, Gornji Grad na jihovýchodě, Kamnik na jihu a jihozápadě a Solčava na severozápadě.